# Ramón de Mesonero Romanos
Ramón de Mesonero Romanos (Madrid, 19 de julio de 1803-Madrid, 30 de abril de 1882) fue un escritor y periodista español, cuyos estudios históricos y artículos de costumbres dedicados a la ciudad de Madrid le hicieron acreedor de los títulos de cronista y bibliotecario perpetuo de la villa.

## Biografía

Caricaturizado por Cilla en Madrid Cómico (1880)

Nació en Madrid el 19 de julio de 1803, hijo de una influyente familia de la ciudad. Su padre, Matías Mesonero, natural de Salamanca y aficionado a la literatura, falleció en 1820, dejando a Ramón a cargo de los negocios familiares.
El Trienio Liberal marcó profundamente al autor con su atmósfera liberal y revolucionaria, a tal extremo que se alistó como miliciano nacional con apenas dieciocho años. Por entonces publicó sus primeros cuadros de costumbres: Mis ratos perdidos o ligero bosquejo de Madrid en 1820 y 1821.
En el campo literario, se interesó sobre todo por Leandro Fernández de Moratín, Bartolomé José Gallardo y Sebastián de Miñano, y leyó a los dramaturgos del Siglo de Oro: Tirso de Molina, Lope de Vega, Pedro Calderón de la Barca, Agustín Moreto o Francisco Rojas Zorrilla. También fue un entusiasta de la ópera italiana.
Mesonero, distinguido vecino del número 7 de la antigua plaza de Bilbao, paseante incansable del antiguo Madrid, fue asiduo de la tertulia de «El Parnasillo», como miembro de la llamada «Partida del Trueno», con José de Espronceda, Ventura de la Vega, Patricio de la Escosura, Miguel de los Santos Álvarez, Mariano José de Larra, Romero Larrañaga, Pelegrín, Segovia, entre otros románticos de espíritu ilustrado, artistas, dramaturgos y empresarios. El más unido a Mesonero fue quizá José María Carnerero, periodista y dramaturgo, que lo introdujo en los medios periodísticos más importantes de la época. Juan Grimaldi fue otro de los colegas del «El curioso parlante», sobrenombre con el que Mesonero firmaba sus escritos.
Por entonces empezó a experimentar inquietudes urbanísticas. El cambio que experimentó Madrid durante estos años fue motivo para numerosas salidas al extranjero con curiosidad por la fisonomía urbana que imperaba en distintos contextos geográficos. Desde agosto de 1833 a mayo de 1834 Mesonero Romanos viajará a Francia. Sólo parcialmente han llegado hasta nosotros los Fragmentos de un diario de viaje, publicados por los hijos del escritor en el centenario de su nacimiento. Su segunda salida al extranjero queda reflejada en su obra Recuerdos de viaje por Francia y Bélgica; sin embargo recorrió muchos otros reinos de Europa en tiempos de regencia de María Cristina, tal como consta en los Trabajos no coleccionados publicados por sus hijos. En 1835 pasó a dirigir el Diario de Avisos de Madrid.

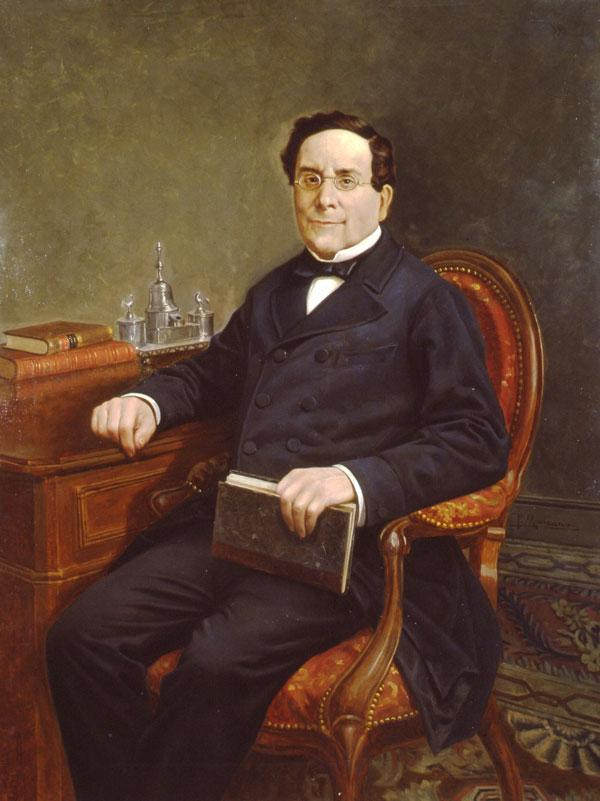
Retrato de Ramón de Mesonero Romanos, por Víctor Manzano y Mejorada.

Redactó con Estébanez Calderón la revista Cartas Españolas, y en el periodo comprendido entre 1845 y 1850 se dedicó al Ayuntamiento de Madrid como concejal. Su Proyecto de mejoras generales, leído en la sesión de la Corporación municipal el día 23 de mayo de 1846, supuso una auténtica remodelación del Madrid de la época. Años más tarde redactó nuevas Ordenanzas municipales que rigieron largo tiempo.
Después inició una intensa actividad literaria: hizo ediciones de los dramaturgos contemporáneos y posteriores a Lope de Vega y Rojas Zorrilla para la Biblioteca de Autores Españoles, y fue cronista oficial a partir del 15 de julio de 1864. También colaboró en El Indicador de las Novedades, el Correo Literario y Mercantil, Revista Española, Diario de Madrid y en la revista Semanario Pintoresco Español, de la que fue fundador.
Ingresó en la Real Academia el 3 de mayo de 1838 como académico honorario y el 25 de febrero de 1847 como miembro de número. Fue un activo ateneísta y bibliotecario nombrado a perpetuidad por el Ayuntamiento, que más tarde compró su biblioteca por 70 000 reales. De su inicial liberalismo evolucionó al conservadurismo que se percibe en sus Memorias de un setentón. Falleció el 30 de abril de 1882 en Madrid.

## Entre loscostumbristas

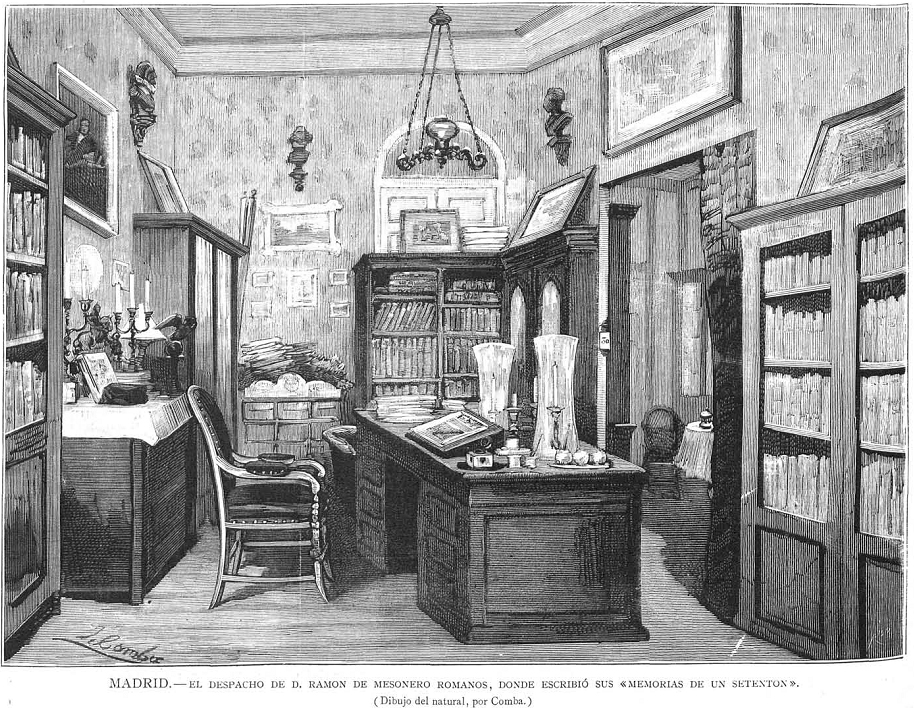
Despacho de Mesonero Romanos en Madrid, donde escribió Memorias de un setentón, dibujado por Juan Comba (La Ilustración Española y Americana, 1882).

Mesonero, fecundo autor de las Escenas Matritenses (1832-1842), definido por Ramón Gómez de la Serna como «el hombre que no se compromete» y dibujado en cuerpo y alma por Larra, su contemporáneo y antagonista, como autor de «cierta tinta pálida, hija acaso de la sobra de meditación, o del temor de ofender», fue, en el triunvirato del costumbrismo literario, el contemplador divertido de usos, costumbres y régimen, formando equipo con Estébanez Calderón, siempre más preocupado por el esteticismo de la expresión. Frente a ellos, Fígaro, fue a su vez retratado por el propio Mesonero con estas palabras: «Quédese la apetecida palma de la sátira política unida a la memoria de mi desgraciado amigo Fígaro. Por dos distintas sendas caminamos siempre, y ni él siguió mis huellas ni yo pretendí nunca más que admirar y respetar las suyas.» Con todo, Mesonero seguirá siendo útil y ameno, en tanto Larra, en palabras de Max Aub «sigue siendo el escritor más moderno de España».

## Obra

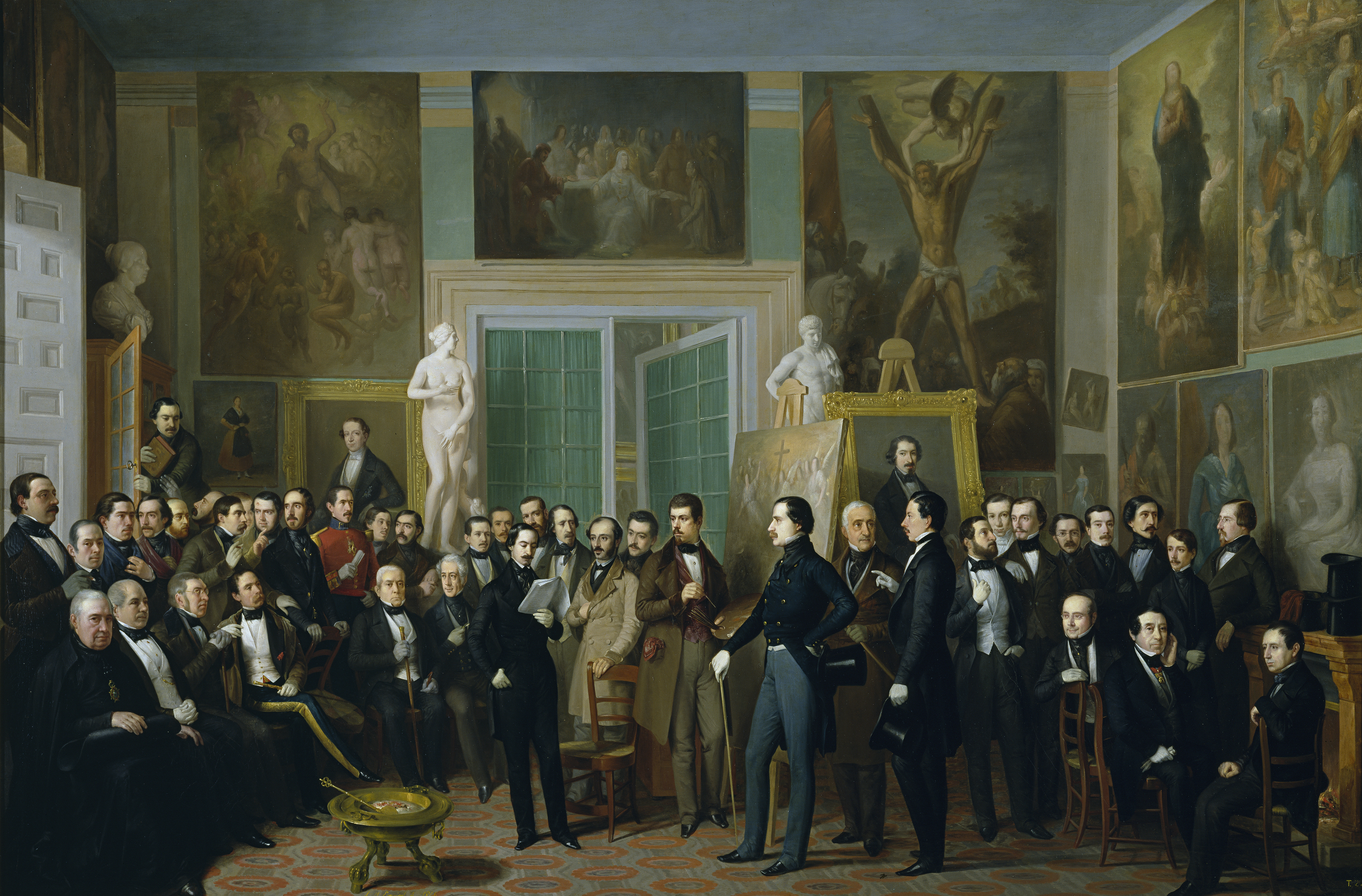
Mesonero, sentado (a la derecha y abajo, el tercero) en Los poetas contemporáneos cuadro de Esquivel pintado en 1846.

- Mis ratos perdidos o ligero bosquejo de Madrid en 1820 y 1821, Madrid, Imp. de Don Eusebio Álvarez, 1822.
- Manual de Madrid. Descripción de la Corte y de la Villa, Madrid, 1831.
- Panorama matritense: cuadros de costumbres de la capital observados y descritos por un curioso parlante, Madrid, Imprenta de Repullés, 1835.
- Recuerdos de viaje por Francia y Bélgica en 1840 y 1841, Madrid, 1841.
- Escenas y tipos matritenses, Madrid, 1851.
- Nuevo manual histórico-topográfico-estadístico, y descripción de Madrid, Madrid, 1854.
- El antiguo Madrid, Madrid, 1861.
- Memorias de un setentón, natural y vecino de Madrid, Madrid, Oficinas de la Ilustración Española y Americana, 1880.
- Obras jocosas y satíricas de El Curioso Parlante (1832-1842), Madrid, 1881.
- Tipos y caracteres: bocetos de cuadros de costumbres: (1843 a 1862), Madrid, 1881.